# SH-05D
docomo STYLE series SH-05D（ドコモ スタイル シリーズ エスエイチ ゼロゴ ディー）は、シャープが開発した、NTTドコモの第三世代携帯電話（FOMA）端末、docomo STYLE seriesの一つである。

## 概要
本端末はNTTドコモ2011年夏・秋モデルであるSH-11Cの事実上の後継機種であり、形状なども似ているが SH-11C は女性向き・カジュアル向きに対しかなりビジネスよりの仕様になっている。
あわせて防水（IPX5／IPX7）・防塵（ぼうじん）（IP5X）に対応させており、受話スピーカーに穴がなく、更に防水、防塵機能を高める「まるごと音声パネル」も継承している。
SH-11Cより高機能化した点としては、Bluetoothや WiFiなどの通信機能の充実、1010mAh大容量バッテリーの搭載と無接触充電機能の搭載がある。待受時間が800時間となり、通話時間も100分伸びている。またワイヤレスチャージャー機能も搭載され、おくだけ充電にも対応した。CPUも1.2GHzと高クロック化され、動作がより軽快になっている。
旧STYLE seriesクラスではあるがIEEE802.11nのWiFiにも対応し、最大150Mbpsの高速通信でインターネットを楽しむことができる。さらにアクセスポイントモードも対応しているため、モバイルWiFiルーターとしても利用することができる。
一方 SH-11Cに比べカメラ解像度は落ち、おサイフケータイや GPS 機能も搭載しない。また、内側カメラがなくなりTV電話には対応しない。

## その他機能
不要と思われる画像といった重たいものを削り画面の表示速度を優先して、メールやメニューなどが素早く見られる設定に一括変更ができる。
| 主な対応サービス                   | 主な対応サービス                                                    | 主な対応サービス                       | 主な対応サービス                                 |
| ---------------------------------- | ------------------------------------------------------------------- | -------------------------------------- | ------------------------------------------------ |
| タッチパネル                       | FOMAハイスピード                                                    | Bluetooth                              | DCMX／おサイフケータイ                           |
| iアプリオンライン／地図アプリ      | 直感ゲーム／メガiアプリ                                             | iウィジェット                          | マチキャラ／iコンシェル                          |
| ホームU／ポケットU                 | GPS／オートGPS／ケータイお探し／海外GPS                             | デコメール／デコメ絵文字／デコメアニメ | iチャネル                                        |
| 着もじ                             | テレビ電話／キャラ電                                                | ケータイデータお預かりサービス         | フルブラウザ                                     |
| おまかせロック／バイオ認証         | 外部メモリーへiモードコンテンツ移行／ユーザーデータ一括バックアップ | トルカ                                 | iC通信／iCお引越しサービス                       |
| きせかえツール／ダイレクトメニュー | バーコードリーダ／名刺リーダ                                        | 2in1                                   | エリアメール／ソフトウェアーアップデート自動更新 |
| GSM／3Gローミング（WORLD WING）    | 着うたフル／うた・ホーダイ                                          | Music&Videoチャネル／ビデオクリップ    | デジタルオーディオプレーヤー(AAC)(WMA)           |

## プリインストールアプリケーション
- ミスタードリラー 体験版
- 太鼓の達人 体験版
- MUSICアプリ
- 地図アプリ
- ドコモwebメール
- E★エブリスタアプリ
- Gガイド番組表リモコン
- モバイル Google マップ
- ネット辞典
- 楽オク☆アプリ
- お天気アプリ
- ｉアプリバンキング
- 今の為替と株価
- SH-MODE INFO
- ドコモ料金案内
- いつもNAVI［海外］
- FOMA通信環境確認アプリ
- Twitter

## 歴史
- 2011年10月18日 - NTTドコモより発表。
- 2012年2月9日 - 発売開始